# 夏侯駿
夏侯駿（220年代—299年），字長容，為夏侯威長子，曾任并州刺史。妻是汝南王司馬亮之女。
291年，车骑将军杨骏被诛杀，司马亮以太宰辅政，论诛杀杨骏之功，大行封赏，御史中丞傅咸劝谏称夏侯骏无功却被提拔为少府，被认为是姻亲之故，传出去无益。司马亮不听。
296年，西北少數民族氐羌反叛，首領齊萬年稱帝。十一月，晉朝任命司馬肜為征西大將軍、都督關中諸軍事；周處為建威將軍，隸屬安西將軍夏侯駿。司馬肜與夏侯駿逼周處出戰，又拒絕後援，致令周處戰死。
299年因與孟觀爭功謊報被處死。